# Aeronautilus

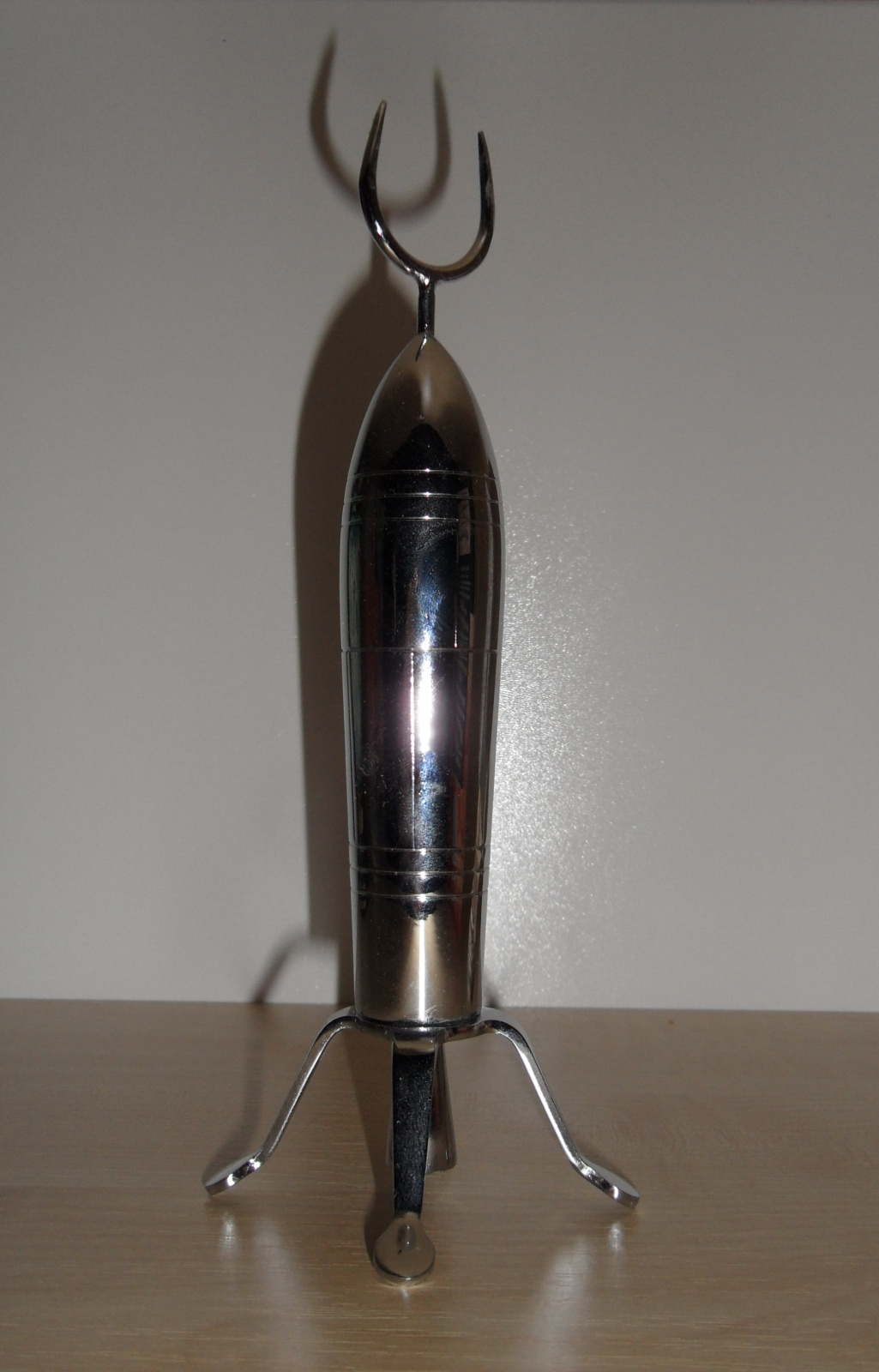
Cena Aeronautilus

Aeronautilus je literární cena, kterou od roku 2005 pořádá český fandom. Cenou Aeronautilus jsou oceňování autoři SF a fantasy, píšící česky, a také výtvarníci a editoři webových stránek. Ve výsledcích ankety se odrážejí názory odborníků, to jest lidí, kteří mají přehled o domácí produkci. Jsou to především knihkupci, redaktoři a šéfredaktoři žánrových a internetových časopisů, editoři antologií a významné osobnosti žánru. Z jejich hlasování vyplyne pět nominovaných v každé kategorii. Rozhodující hlas však mají čtenáři, účastníci Festivalu fantazie, kteří hlasují prostřednictvím hlasovacích lístků.
Součástí cen Aeronautilus je i ocenění Velmistr žánru, a to ve dvou kategoriích – pro tvůrce (spisovatele, výtvarníky, režiséry apod.), a pro organizátory (redaktory, organizátory akcí, nakladatele apod.) fantastiky.
Organizátorem soutěže je SF kroužek Jeffa Spendera spolu se SFK Avalon o. s. Chotěboř.
Cena Aeronautilus má podobu sošky Troskovy kosmické lodi z románové série Zápas s nebem. Kovová skulptura se uděluje ve čtyřech kategoriích, a to Kniha roku, Povídka roku, Obálka roku a Nejlepší web. Skleněná skulptura se uděluje Velmistrům žánru.
Držitelé ceny Aeronautilus jsou každoročně vyhlašováni začátkem letních prázdnin na slavnostním Večeru fantazie na Festivalu fantazie v Chotěboři.

## Nositelé ceny Aeronautilus
Vítězové ceny v jednotlivých letech.

### Rok 2005
- Edita Dufková za povídku Za okraj světa
- Jaroslav Mostecký za knihu Útesy křiku
- Jan Patrik Krásný za obálku knihy Gateway
- Petr Pagi Holan za webové stránky Sarden
- Velmistři žánru: Ondřej Neff, Petr Konupčík

### Rok 2006
- Jana Jůzlová za povídku Obojek
- Vladimír Šlechta za knihu Nejlepší den
- Jan Patrik Krásný za obálku Orci
- Ondřej Jireš za webové stránky Fantasy Planet
- Velmistři žánru Zdeněk Rampas, Egon Čierny

### Rok 2007
- Jaroslav Mostecký za povídku Štěňata vlků[5]
- Ondřej Neff za knihu Rock mého života[5]
- Jan Doležálek za obálku Chladná hra[5]
- Wojta Běhounek za webové stránky Daemon[5]
- Vemistři žánru: Vlastislav Toman, Jan Kantůrek[5]

### Rok 2008
- František Novotný za povídku Útok na oceán
- Petra Neomillnerová za knihu Nakažení
- Milan Fibiger za obálku Konečný den Valhally
- Jiří Popiolek za webové stránky Fantasya
- velmistři žánru: Jaroslav Velinský, Jaroslav Veis, Miroslav Sábo, Vojtěch Krump

### Rok 2009
- Miroslav Žamboch za povídku Hra špinavců
- Pavel Renčín za knihu Zlatý kříž
- Jan Patrik Krásný za obálku Elfové 1
- Pavla Lžičařová za webové stránky Fantasy planet
- Velmistři žánru Martin Zhouf, Martin Kučera, Jiřina Vorlová

### Rok 2010

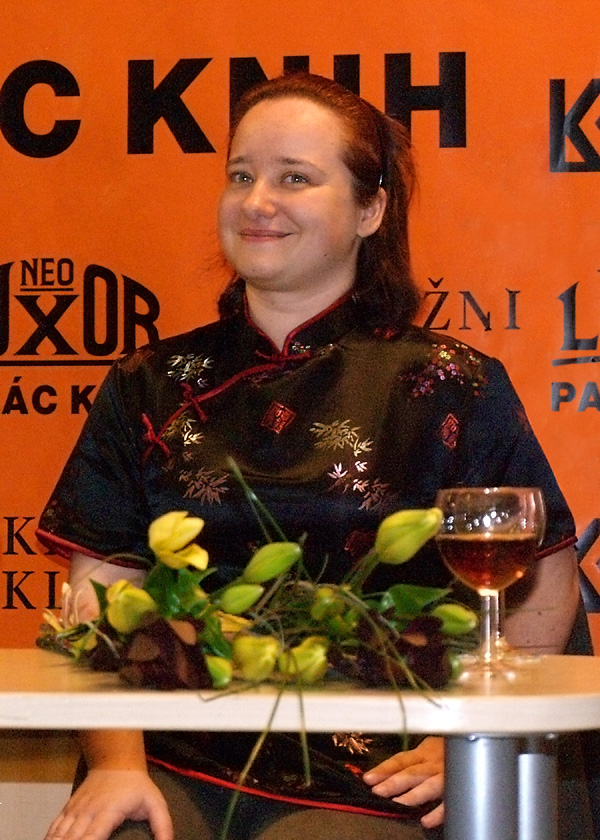
Jana Šouflová při křtu knihy Vítr v piniích

- Pavel Renčín za povídku Memento mori

- Jakub D. Kočí a Františka Vrbenská za knihu Vítr v piniích

- Jana Šouflová za obálku Vítr v piniích

- Pavla Lžičařová za webové stránky Fantasy planet

- Velmistři žánru: Josef Pecinovský, Václav Pravda

### Rok 2011
- Martina Šrámková za povídku Daleká cesta do Tipperary
- Pavel Renčín za knihu Labyrint
- Jan Doležálek za obálku Století páry
- Wojta Běhounek za webové stránky Daemon
- Velmistři žánru: František Novotný, Pavel Mikuláštík

### Rok 2012
- Josef Pecinovský za povídku Věrozvěst z Pompejí
- Jan Kotouč za knihu Tristanská občanská válka
- Jana Šouflová za obálku Dobrodruh 3 – Třetí triarcha
- Martin Šust za webové stránky XB1
- Velmistři žánru: Vlado Ríša, Jaroslav Mostecký

### Rok 2013
- Vilma Kadlečková za povídku Starýma očima, za tisíc let
- Edita Dufková za román Zpráva z Hádu
- Jana Šouflová za obálku antologie Mrtvý v parovodu
- Webové stránky XB-1
- Velmistři žánru: Zdeněk Zachodil, Jan Patrik Krásný

### Rok 2014
- Jan Žlebek za povídku Popel, nebo prach
- Vilma Kadlečková za román Mycelium – Jantarové oči
- Jana Šouflová za obálku knihy Legendy: Prokleté knihovny
- Webové stránky XB-1
- Velmistři žánru: Jiří W. Procházka, Michael Bronec

### Rok 2015
- Julie Nováková za povídku Šeré město
- Jana Šouflová za román Svitky z londýnského mostu
- Lubomír Kupčík za obálku knihy Země bez zákona
- Webové stránky XB-1
- Velmistři žánru: Vilma Kadlečková, Tomáš Němec

### Rok 2016
- Julie Nováková za povídku Zaříkávač lodí
- Julie Nováková za román Elysium
- Petr Willert za obálku knihy Bitva o Sinaj
- Webové stránky XB-1
- Velmistři žánru: Vladimír Šlechta, Václav Fořtík

### Rok 2017
- Hanuš Seiner za povídku Pod spinodálou
- Vladimír Šlechta za román Kukaččí mláďata
- Lubomír Kupčík za obálku knihy Lars: Šťavnatá lebka
- Webové stránky XB-1
- Velmistři žánru: Jana Rečková a Václav Šorel, Pavel Poláček

### Rok 2018
- Františka Vrbenská za povídku Zlaté mlhy na pobřeží
- Františka Vrbenská a Lucie Lukačovičová za román Hořící kůň
- Milan Fibiger za obálku knihy Hvězdné hry
- Jan Vavřička za webové stránky vanili.cz
- Velmistři žánru: Miroslav Žamboch, Jiří Pavlovský

### Rok 2019
- Julie Nováková za povídku Dlouhá noc na Japetu
- Julie Nováková za povídkovou sbírku Světy za obzorem
- Tomáš Flak za obálku knihy Tajná historie Bornnu
- Webové stránky Fantasymag
- Velmistr žánru Františka Vrbenská

## Velmistři žánru z dob před založením ankety
Nejlepší autoři fantastiky, kteří ke dni vzniku ankety již nemohli cenu převzít, se stali velmistry žánru automaticky. Jsou to:
V autorské lóži:
- Spisovatelé: Karel Čapek, J. M. Troska, František Běhounek, Ludvík Souček, Vladimír Babula, Josef Nesvadba
- Kreslíři: Teodor Rotrekl, Kája Saudek, František Kobík

V organizátorské lóži:
- Jindřich Smékal